# フランシス・ノース (初代ギルフォード伯爵)

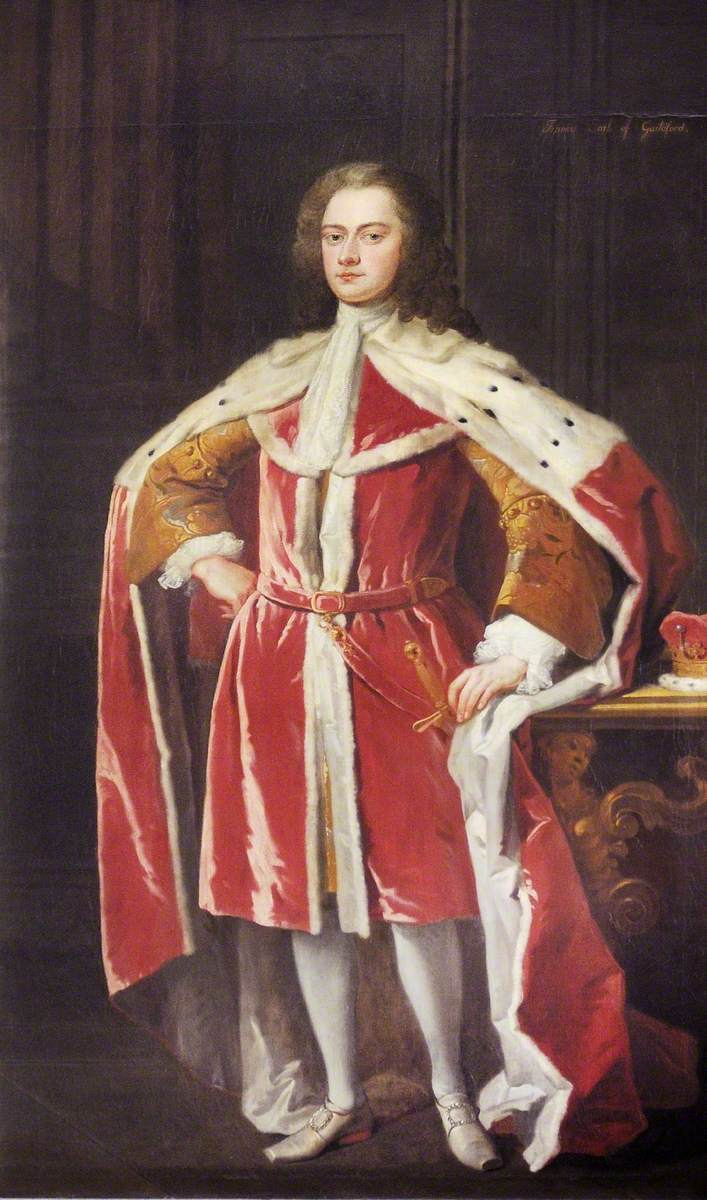
ジョン・ヴァンダーバンクによる肖像画、1736年。

初代ギルフォード伯爵フランシス・ノース（英語: Francis North, 1st Earl of Guilford、1704年4月13日 – 1790年8月4日）は、グレートブリテン王国の貴族、政治家。1727年から1729年まで庶民院議員を務めた後、1729年にギルフォード男爵を継承、1752年にギルフォード伯爵に叙された。ホイッグ党所属。

## 生涯

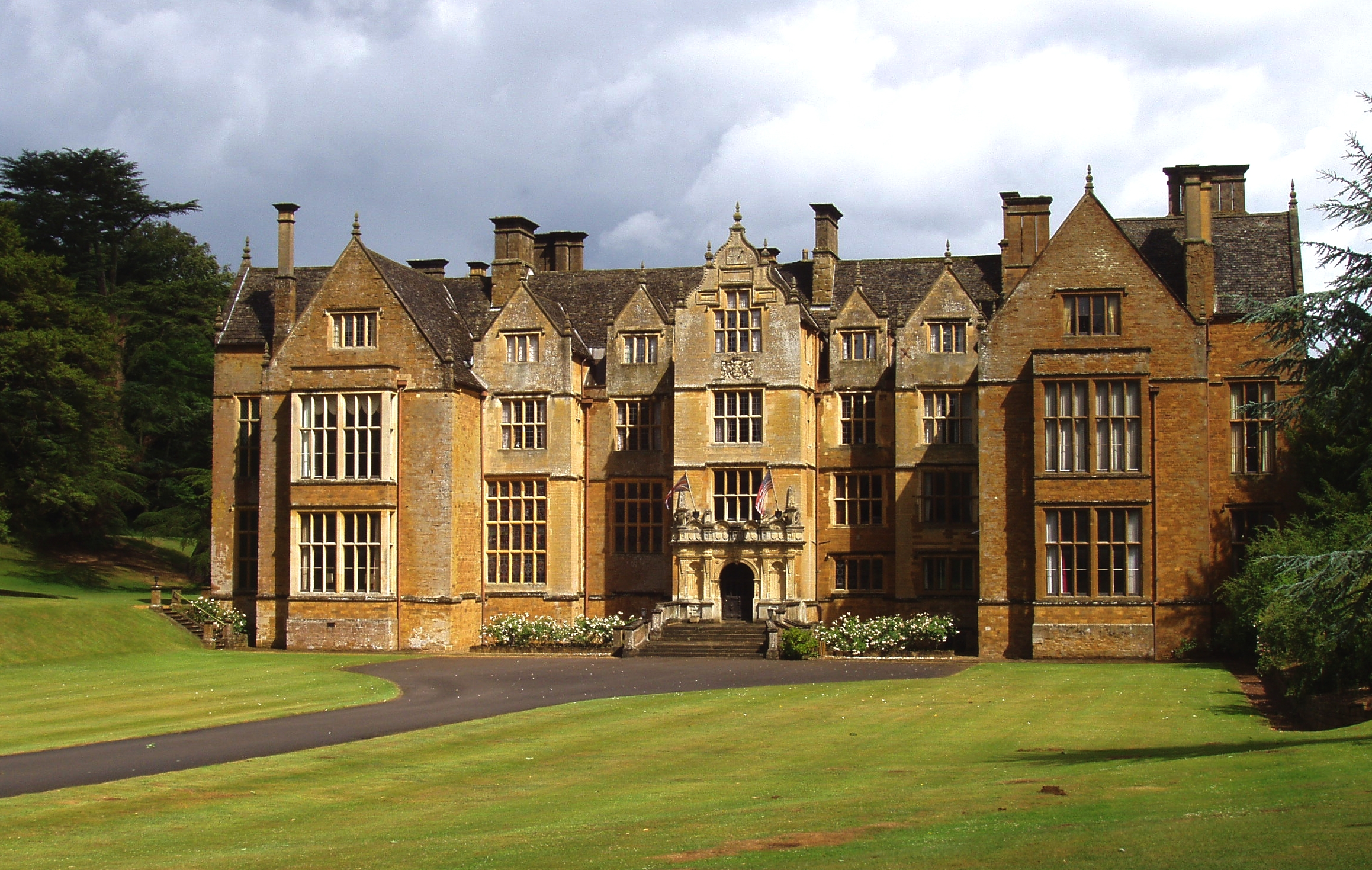
ロクストン・アビー

第2代ギルフォード男爵フランシス・ノースとアリス・ブラウンロウ（第3代準男爵ジョン・ブラウンロウの娘）の息子として生まれた。1718年よりイートン・カレッジで教育を受け、1721年3月25日にオックスフォード大学トリニティ・カレッジに入学した。1722年頃、グランドツアーに出た。
1727年イギリス総選挙ではホイッグ党の一員としてバンベリー選挙区で当選したが、1729年10月17日に父からギルフォード男爵の爵位を継承すると貴族院に移籍した。1730年10月、王太子フレデリック・ルイスの寝室侍従になり、1734年には親族の第6代ノース男爵ウィリアム・ノースからノース男爵の爵位を継承した。1750年9月から1751年4月までジョージ王子の家庭教師を務めたが、1751年にすべての宮廷職を辞した。1752年4月8日、グレートブリテン貴族のギルフォード伯爵に叙され、1766年にバンベリー家令に任命され、1773年12月にもシャーロット王妃付き出納官に任命された（いずれも1790年に死去するまで在任）。
1790年8月、86歳で死去した。1人目の妻との間の息子フレデリックが爵位を継承した。
米国ノースカロライナ州ギルフォード郡の名前は初代ギルフォード伯爵に由来する。

## 家族

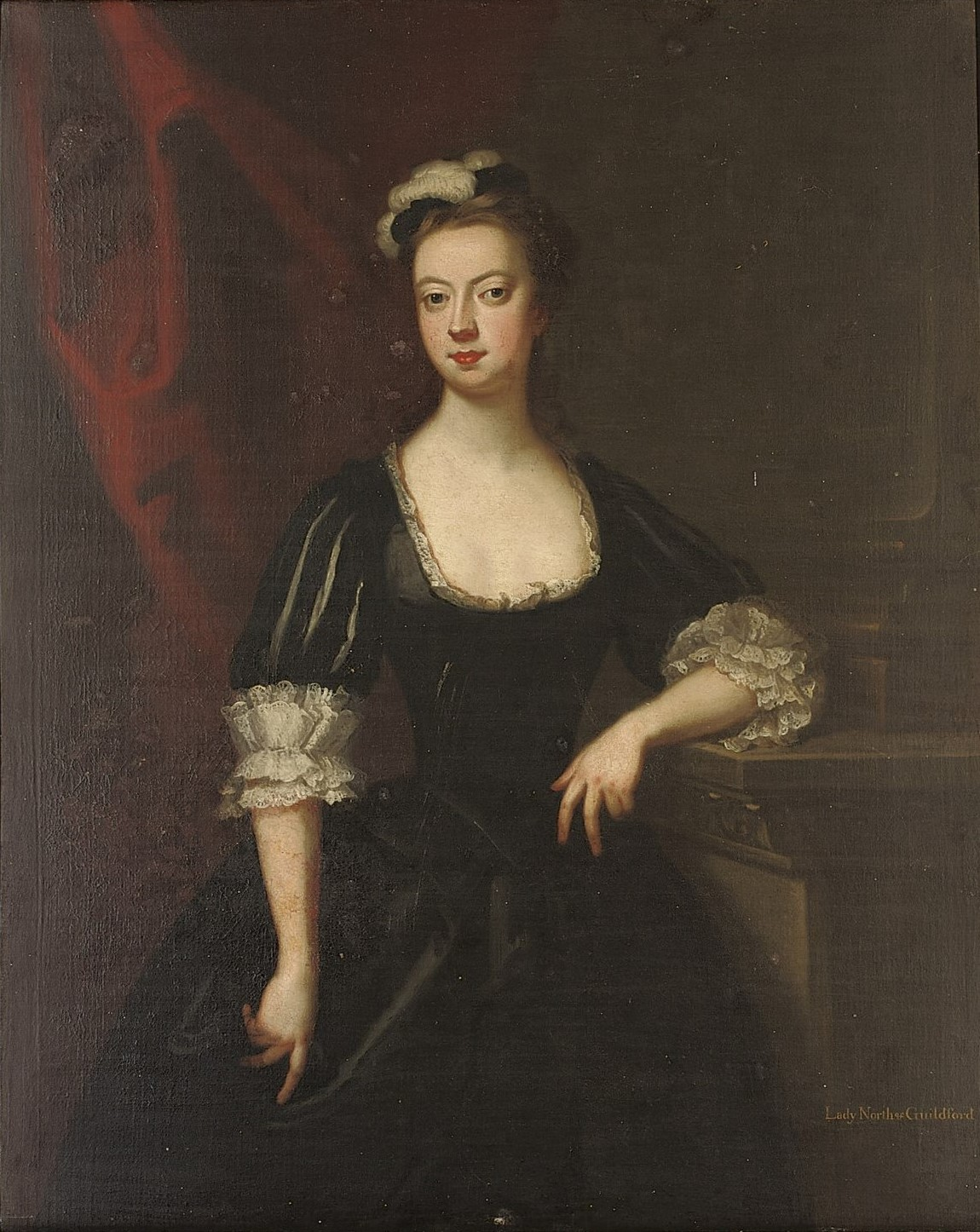
1人目の妻ルーシー

1728年、初代ハリファックス伯爵ジョージ・モンタギューの娘ルーシー（1734年没）と結婚、1男1女をもうけた。
- フレデリック（1732年 – 1792年） - 第2代ギルフォード伯爵、イギリス首相

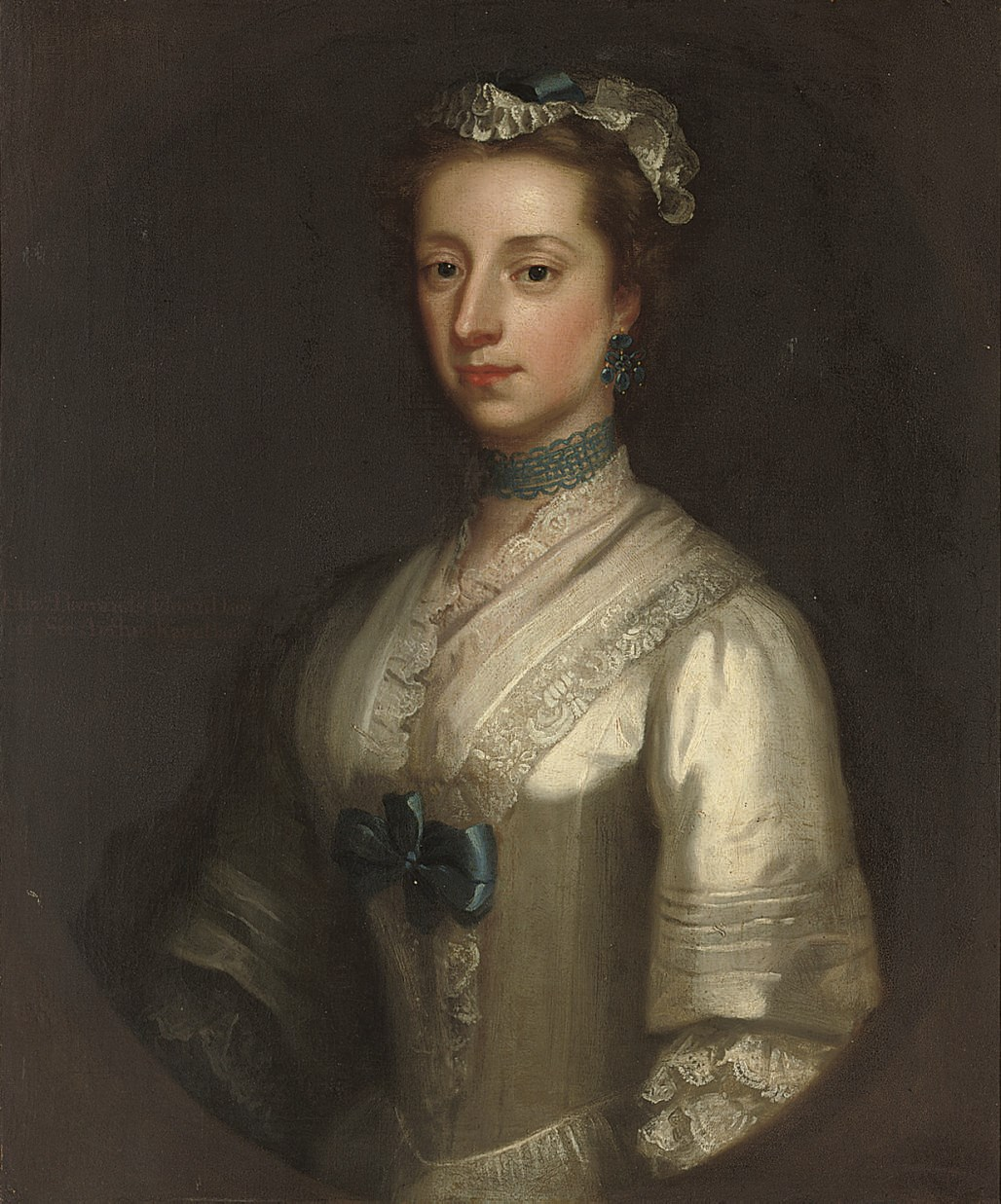
2人目の妻エリザベス

- ルーシー（1734年 – ?）

1736年に第3代準男爵サー・アーサー・ケイの娘エリザベス（1745年没）と再婚、2男3女をもうけた。
- ルイーザ（1736年 – 1798年） - 第14代ウィラビー・デ・ブルック男爵ジョン・ペイトー＝ヴァーニー（英語版）と結婚
- ブラウンロー（英語版）（1741年7月17日 – 1820年7月12日） - 1771年1月17日、ヘンリエッタ・マリア・バニスター（Henrietta Maria Bannister、1796年11月16日没、ジョン・バニスターの娘）と結婚、子供あり。第6代ギルフォード伯爵フランシス・ノースの父

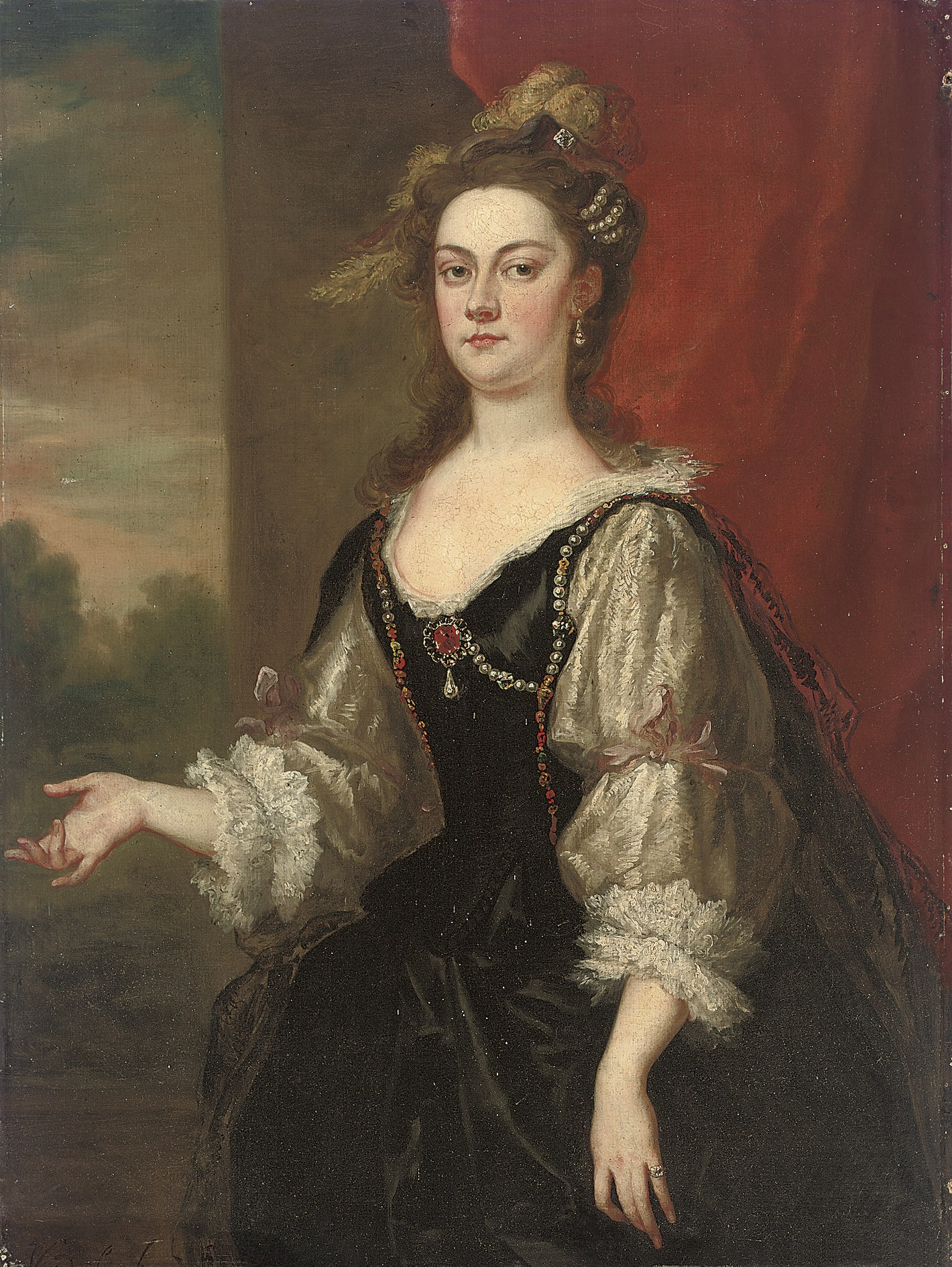
3人目の妻キャサリン

1751年、第2代準男爵サー・ロバート・ファーニーズの娘キャサリン（1776年没）と再婚したが、2人の間に子供はいなかった。